# Tendances récentes et nouvelles drogues
TREND est l'acronyme de Tendances récentes et nouvelles drogues. Il s'agit d'un dispositif français piloté par l'OFDT, composé de 8 coordinations locales implantées à Bordeaux (CEID), Lille (Cedragir Addictions), Lyon (Oppelia), Marseille (Addiction Méditerranée),  Metz (CMSEA), Paris (association Charonne), Rennes (Liberté Couleurs) et Toulouse (ORSMIP) et dotées d’une stratégie commune de collecte et d’analyse de l’information.
Ce réseau a pour vocation de mettre à la disposition des décideurs, des professionnels et des usagers, des éléments de connaissance sur les tendances récentes liées aux usages de drogue, susceptibles de modifier leurs décisions ou leurs pratiques.
Il vise en particulier à :
- détecter les phénomènes émergents,
- décrire et comprendre les évolutions des pratiques,
- assurer une veille sur les substances dangereuses et sur les nouvelles drogues,
- mener des investigations spécifiques.

Les étapes opérationnelles du dispositif sont l'identification, la description et la compréhension des phénomènes émergents liés aux drogues puis la diffusion des informations produites.
Les méthodes d’observation du dispositif TREND, actuellement centrées sur les espaces urbains (structures de « première ligne », certains  centres de soins spécialisés, lieux dits « ouverts » tels la rue et les squats), festifs (clubs, teknivals, free parties voire soirées privées) et Internet (sites de vente en ligne et forum d’usagers), peuvent être, à la demande des politiques publiques locales, étendues à d’autres territoires (ex. : espace rural) ou à des thématiques spécifiques (ex. : usages et marché du crack, déplacements transfrontaliers des usagers, etc.).